# اتو ویچتروئه
اتو ویچتروئه (انگلیسی: Otto Wichterle; تلفظ چکی: [ˈoto ˈvɪxtr̩lɛ]؛ ۲۷ اکتبر ۱۹۱۳ – ۱۸ اوت ۱۹۹۸) یک شیمی‌دان اهل جمهوری چک بود که بیشتر به خاطر اختراع لنزهای تماسی نرم مدرن شناخته شده‌است.
اتو ویچتروئه نویسنده یا یکی از نویسندگان تقریباً ۱۸۰ حق ثبت اختراع و بیش از ۲۰۰ نشریه است. مطالعات و کتاب‌های مستقل او جنبه‌های مختلف شیمی آلی، معدنی و ماکرومولکولی، علم پلیمر و مواد زیست‌پزشکی را پوشش می‌دهند. او حتی تعداد بیشتری حق ثبت اختراع برای سنتز آلی، پلیمریزاسیون، الیاف، سنتز و شکل‌دادن به مواد زیست‌پزشکی، روش‌های تولید و دستگاه‌های اندازه‌گیری مربوط به محصولات زیست‌پزشکی داشت. این گوشه‌ای از نگرش او به تحقیقات علمی بود که به نظر او باید به هر وسیله ممکن، بدون تمایز در علوم «محض» و «کاربردی» در خدمت جامعه و الزامات آن بود.

## زندگی و فعالیت‌ها
اتو ویچتروئه در سال ۱۹۱۳ در پرستیه‌یو جمهوری چک (در آن زمان اتریش-مجارستان) به دنیا آمد. ویچتروئه از دوران جوانی عاشق علم بود. او دکترای خود را در شیمی آلی در سال ۱۹۳۶ از مؤسسه فناوری شیمیایی پراگ (ICT) گرفت. او در دهه ۱۹۵۰ به عنوان استاد در این دانشگاه شروع به تدریس کرد و در عین حال یک ژل جاذب و شفاف برای ایمپلنت‌های چشم تولید کرد.
آشفتگی سیاسی، ویچتروئه را از فناوری اطلاعات و ارتباطات بیرون راند و او را به ادامه تصحیح ساخت هیدروژل خود در خانه سوق داد. در سال ۱۹۶۱، ویچتروئه (که خودش از عینک استفاده می‌کرد) اولین لنزهای تماسی نرم را با یک دستگاه DIY ساخته شده از یک مجموعه اریکتور برای کودکان، یک باتری چراغ دوچرخه، یک موتور گرامافون و لوله‌ها و قالب‌های شیشه‌ای خانگی تولید کرد. ویچتروئه به عنوان مخترع اختراعات بی‌شمار و محققی مادام العمر، پس از تأسیس این کشور در سال ۱۹۹۳، به عنوان اولین رئیس آکادمی جمهوری چک انتخاب شد.
هرچند ویچتروئه به عنوان مخترع لنزهای تماسی شناخته شده، اما نوآوری‌های او پایه و اساس فناوری‌های پیشرفته پزشکی مانند بیومواد «هوشمند» را ایجاد کرد که برای بازیابی بافت‌های همبند انسان و قابلیت تشخیص زیستی استفاده می‌شود. همچنین پلیمرها، که الهام بخش استاندارد جدیدی برای تجویز دارو هستند.